# Rudolf Lippert
Rudolf Lippert (29 de octubre de 1900-1 de abril de 1945) fue un jinete alemán que compitió en la modalidad de concurso completo. Participó en dos Juegos Olímpicos de Verano en los años 1928 y 1936, obteniendo una medalla de oro en Berlín 1936 en la prueba por equipos.

## Palmarés internacional
| Juegos Olímpicos | Juegos Olímpicos  | Juegos Olímpicos | Juegos Olímpicos |
| Año              | Lugar             | Medalla          | Categoría        |
| ---------------- | ----------------- | ---------------- | ---------------- |
| 1936             | Berlín (Alemania) | Medalla de oro   | Por equipos      |